# Las Ketchup
Las Ketchup ist eine spanische Girlgroup aus Córdoba in Andalusien. Sie besteht aus den vier Schwestern Lola, Lucía, Pilar und Rocío Muñoz, wobei letztere erst seit 2006 dabei ist. Ihren größten Erfolg feierte die Gruppe mit dem Nummer-eins-Hit The Ketchup Song aus dem Jahr 2002, der sich weltweit über sieben Millionen Mal verkaufte.

## Bandgeschichte
Die vier Schwestern wuchsen im spanischen Córdoba auf. Ihr Vater ist der Flamenco-Gitarrist Juan Muñoz, der auch unter dem Künstlernamen „El Tomate“ bekannt ist. So hieß ihr erstes Album Hijas del Tomate („Tomates Töchter“). Ihr Bruder ist Juan Manuel Muñoz – genannt „Juanma“ – der ebenfalls Gitarrist ist.
Mit ihrem Hit The Ketchup Song (Aserejé) landeten sie als Trio – noch ohne Rocío Muñoz – 2002 einen weltweiten Sommerhit. In Deutschland, Österreich und der Schweiz sowie in zahlreichen weiteren Ländern belegten sie damit wochenlang Platz eins der Hitparade. Zu diesem Lied wurde der Partytanz des Jahres 2002 kreiert.
Danach gelang ihnen jedoch kein weiterer Erfolg: Ihre Nachfolge-Single Kusha las Payas stieg etwa in Deutschland nur noch auf Platz 76 in die Charts ein – sie blieben ein One-Hit Wonder. 2006 nahm das Schwesternquartett für Spanien am Eurovision Song Contest in Athen teil und belegte mit Bloody Mary mit 18 Punkten den 21. Platz.

## Diskografie

### Alben
- 2002: Hijas del Tomate[3]
- 2006: Bloody Mary

### Singles
- 2002: The Ketchup Song (Aserejé)
- 2002: Kusha las payas
- 2002: Un de vez en cuando
- 2006: Bloody Mary (Eurovision Mix)

## Auszeichnungen für Musikverkäufe
| Goldene Schallplatte - Frankreich - 2002: für das Album Hijas del Tomate - Griechenland - 2003: für das Album Hijas del Tomate - Japan - 2003: für die Single The Ketchup Song (Aserejé) - Schweden - 2002: für das Album Hijas del Tomate Platin-Schallplatte - Finnland - 2002: für die Single The Ketchup Song (Aserejé) - Mexiko - 2002: für das Album Hijas del Tomate - Niederlande - 2002: für die Single The Ketchup Song (Aserejé) - Spanien - 2002: für das Album Hijas del Tomate 2× Platin-Schallplatte - Dänemark - 2003: für die Single The Ketchup Song (Aserejé) - Finnland - 2002: für das Album Hijas del Tomate - Griechenland - 2003: für die Single The Ketchup Song (Aserejé) - Neuseeland - 2003: für die Single The Ketchup Song (Aserejé) - Portugal - 2003: für das Album Hijas del Tomate | 3× Platin-Schallplatte - Australien - 2002: für die Single The Ketchup Song (Aserejé) 4× Platin-Schallplatte - Schweden - 2003: für die Single The Ketchup Song (Aserejé) 5× Platin-Schallplatte - Belgien - 2002: für die Single The Ketchup Song (Aserejé) 6× Platin-Schallplatte - Norwegen - 2002: für die Single The Ketchup Song (Aserejé) Diamantene Schallplatte - Frankreich - 2002: für die Single The Ketchup Song (Aserejé) |

Anmerkung: Auszeichnungen in Ländern aus den Charttabellen bzw. Chartboxen sind in ebendiesen zu finden.
| Land/RegionAuszeichnungen für Musikverkäufe (Land/Region, Auszeichnungen, Verkäufe, Quellen) | Gold     | Platin       | Diamant  | Verkäufe  | Quellen                                                        |
| -------------------------------------------------------------------------------------------- | -------- | ------------ | -------- | --------- | -------------------------------------------------------------- |
| Australien (ARIA)                                                                            | —        | 3× Platin3   | —        | 210.000   | aria.com.au                                                    |
| Belgien (BRMA)                                                                               | —        | 5× Platin5   | —        | 250.000   | ultratop.be                                                    |
| Dänemark (IFPI)                                                                              | —        | 2× Platin2   | —        | 40.000    | hitlisten.nu                                                   |
| Deutschland (BVMI)                                                                           | —        | 2× Platin2   | —        | 1.000.000 | musikindustrie.de                                              |
| Finnland (IFPI)                                                                              | —        | 3× Platin3   | —        | 94.329    | ifpi.fi                                                        |
| Frankreich (SNEP)                                                                            | Gold1    | —            | Diamant1 | 850.000   | infodisc.fr snepmusique.com                                    |
| Griechenland (IFPI)                                                                          | Gold1    | 2× Platin2   | —        | 50.000    | ifpi.gr (Memento vom 10. Februar 2003 im Internet Archive)     |
| Japan (RIAJ)                                                                                 | Gold1    | —            | —        | 50.000    | riaj.or.jp                                                     |
| Mexiko (AMPROFON)                                                                            | —        | Platin1      | —        | 150.000   | amprofon.com.mx                                                |
| Neuseeland (RMNZ)                                                                            | —        | 2× Platin2   | —        | 20.000    | aotearoamusiccharts.co.nz                                      |
| Niederlande (NVPI)                                                                           | —        | Platin1      | —        | 60.000    | nvpi.nl                                                        |
| Norwegen (IFPI)                                                                              | —        | 6× Platin6   | —        | 60.000    | ifpi.no (Memento vom 5. November 2012 im Internet Archive)     |
| Österreich (IFPI)                                                                            | —        | 2× Platin2   | —        | 80.000    | ifpi.at                                                        |
| Portugal (AFP)                                                                               | —        | 2× Platin2   | —        | 80.000    | afp.org.pt (Memento vom 3. September 2011 im Internet Archive) |
| Schweden (IFPI)                                                                              | Gold1    | 4× Platin4   | —        | 150.000   | sverigetopplistan.se                                           |
| Schweiz (IFPI)                                                                               | Gold1    | 3× Platin3   | —        | 140.000   | hitparade.ch                                                   |
| Spanien (Promusicae)                                                                         | —        | Platin1      | —        | 100.000   | elportaldemusica.es                                            |
| Vereinigte Staaten (RIAA)                                                                    | —        | 4× Platin4   | —        | 240.000   | riaa.com                                                       |
| Vereinigtes Königreich (BPI)                                                                 | —        | Platin1      | —        | 600.000   | bpi.co.uk                                                      |
| Insgesamt                                                                                    | 5× Gold5 | 44× Platin44 | Diamant1 |           |                                                                |